# Escadron de chasse 2/3 Champagne
Pour les articles homonymes, voir Champagne.
L'escadron de chasse 2/3 Champagne est une unité de combat de l'armée de l'air française. Installé sur la base aérienne 133 Nancy-Ochey, il est actuellement équipé de Mirage 2000D. Depuis le 5 septembre 2014 l'escadron est à nouveau rattaché à la 3e escadre de chasse. Ses avions portent un code entre 3-JA et 3-JZ.

## Historique

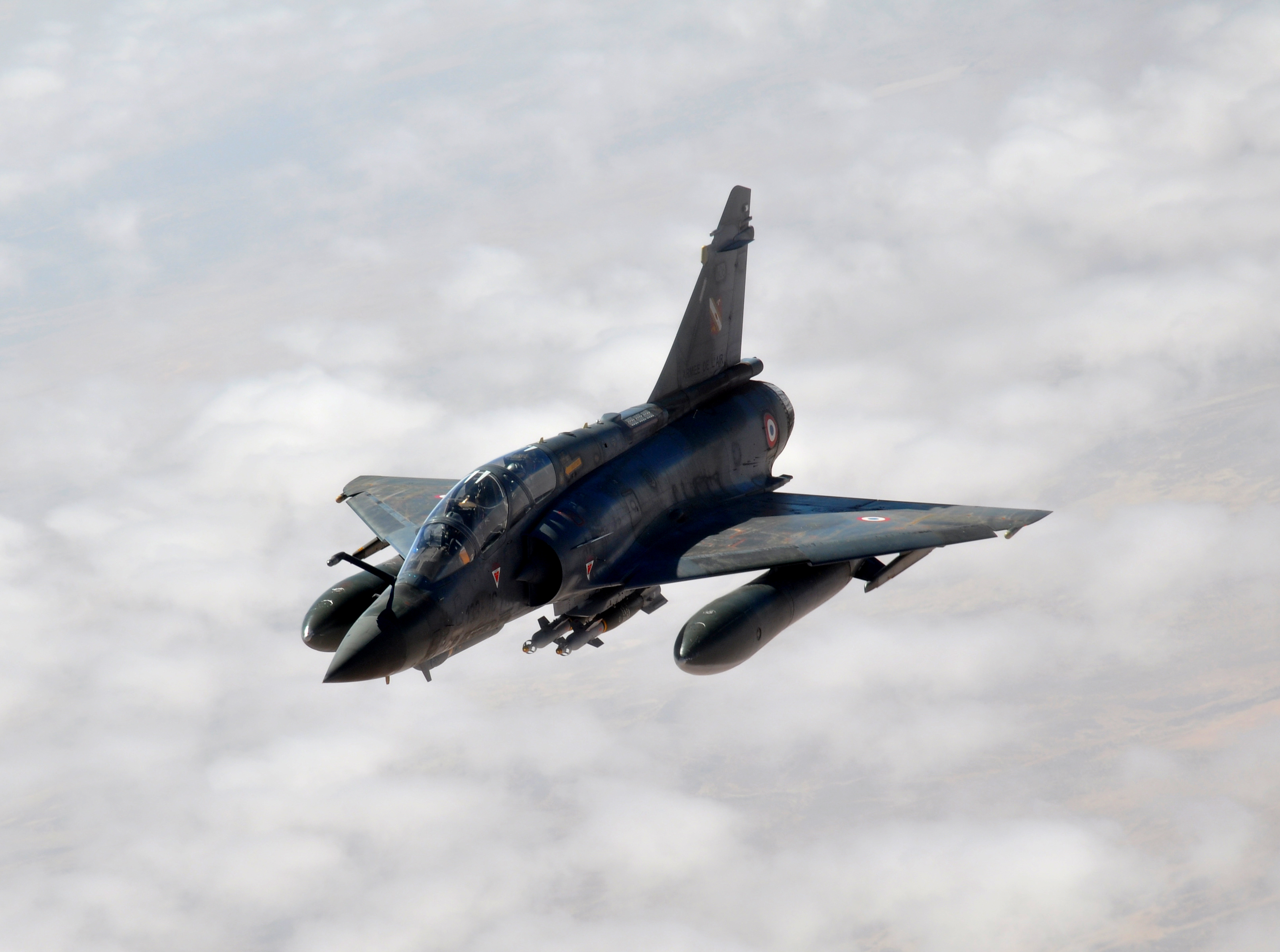
Mirage 2000D de l'escadron de chasse 2/3 Champagne de Nancy-Ochey emportant 2 bombes guidées laser GBU-12 en janvier 2013 pendant l'opération Serval.

L'escadron de chasse 2/3 Champagne est l'héritier des traditions des escadrilles SPA 67 et SPA 75 de la Première Guerre mondiale créées respectivement N 67 le 17 septembre 1915 et N 75 le 13 juillet 1916 à Lyon. Elles forment, à partir du 1er juillet 1932, le Groupe de Chasse I/2 avant de devenir le GC I/5, le 12 septembre 1933. Lors de la bataille de France, le groupe enregistre 111 victoires sur Curtiss H75, devenant l'unité ayant obtenu le plus de victoires en combat aérien. Le 20 juin 1940, le I/5 franchit la Méditerranée et se rééquipe de P39 Airacobra à partir de 1942. Le 1er septembre 1943, il prend l'appellation de GC 1/5 Champagne.
Rattaché à la 3e escadre de chasse, le 1er janvier 1944, il prend l'appellation GC 2/3 Champagne le 1er juillet 1947. Les Supermarine Spitfire du GC II/3 sont envoyés combattre en Indochine fin 1948. À son retour en métropole, en 1950, le GC 2/3 rejoint la base aérienne 112 Reims-Champagne et est équipé de De Havilland Vampire. Devenu l'Escadron de Chasse 2/3 Champagne le 1er novembre 1950, il passe ensuite sur Republic F-84E Thunderjet (1951) puis sur F-84F Thunderstreak (1956). Début 1959, l'escadron est équipé de North American F-100 Super Sabre et s'installe sur la base aérienne 139 Lahr en Allemagne, où il est chargé de la frappe nucléaire.
L'EC 2/3 Champagne reçoit ses premiers Mirage IIIE début 1966. Il déménage pour la base aérienne 133 Nancy-Ochey en septembre 1967. Sa mission devient l'attaque air-sol en 1969 puis l'attaque anti-radar en 1975. En 1991, l'escadron reçoit une troisième escadrille (SPA 102) et est transformé sur Mirage 2000N au standard K2. C'est avec cet avion qu'il participe aux opérations en Bosnie à partir de 1994. Un de ces appareils fut abattu lors de la campagne de bombardement de la Bosnie-Herzégovine par l'OTAN en 1995 le 30 août 1995, les deux pilotes sont libérés le 13 décembre 1995.
Depuis Juin 1997 , l'EC 2/3 Champagne est équipé de Mirage 2000D, mieux adaptés à la mission d'assaut conventionnel par tous les temps, de jour comme de nuit et pour les frappes de précision avec des armements à guidage laser ou GPS. L'unité met également en œuvre le missile de croisière SCALP-EG. Comme les deux autres escadrons de Mirage 2000D basés à Nancy-Ochey, l'EC 2/3 a déployé à partir de janvier 2002 des avions au sein des forces françaises en Afghanistan en soutien de la force internationale déployée dans ce pays (OEF et ISAF). Toujours active, l'unité a participé à des opérations en Bosnie (1994 et 1995), au Kosovo (1999), en RDC (2004) et Libye (2011), théâtres où elle fut mise fortement à contribution pour sa capacité à guider les armements laser et assurer le leadership tactique.
Après 10 ans de présence, la mission en Afghanistan est terminée depuis le 10 juillet 2012 et le retour des 3 M2000D à Nancy qui ont été la première unité combattante à recevoir l'ordre de se désengager. L'unité y était déployée avec 3 Mirage 2000D à Kandahar (Afghanistan) depuis 2007 après avoir été basée à Manas (Kirghizistan) (2002) puis Dushanbe (Tadjikistan) (2004-2007). Ce retour, marque la fin d'une décennie quasi continue d'opérations et de missions de protection au profit des troupes terrestres de la coalition. L'escadron de chasse 2/3 Champagne s'étant particulièrement distingué en Afghanistan puis en Libye, il a reçu la Croix de la valeur militaire avec palme de bronze (une citation à l'ordre de l'Armée aérienne). Cette décoration honore aussi désormais son fanion depuis le printemps 2012.
Depuis janvier 2013, l'unité est engagée en Mali, après avoir participé depuis N'Djaména (Tchad) aux premières missions de frappes contre les djihadistes d'AQMI (opération Serval). C'est également depuis N'Djaména que l'unité participe actuellement aux missions en Centrafrique (opération Sangaris).
À la suite de la dissolution de l'Escadron de chasse 2/5 Île-de-France et du retrait de service du Mirage-2000C RDI le 23 juin 2022, le Champagne est désormais chargé de la transformation des équipages sur Mirage-2000. Par conséquent, les Mirage-2000B ont été transférés à l'EC 2/3 Champagne courant juillet 2022.
Valenciennes, ville natale du Commandant Marin la Meslée (1912-1945) qui est la figure emblématique de l'unité, as aux 20 victoires, est la ville marraine de l'EC 2/3 Champagne depuis 2006.

## Escadrilles

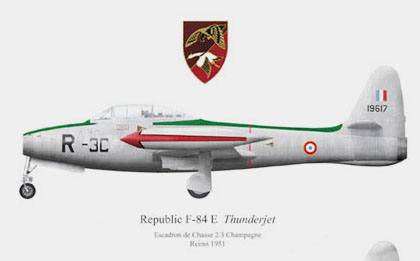
F-84E du 2/3 Champagne

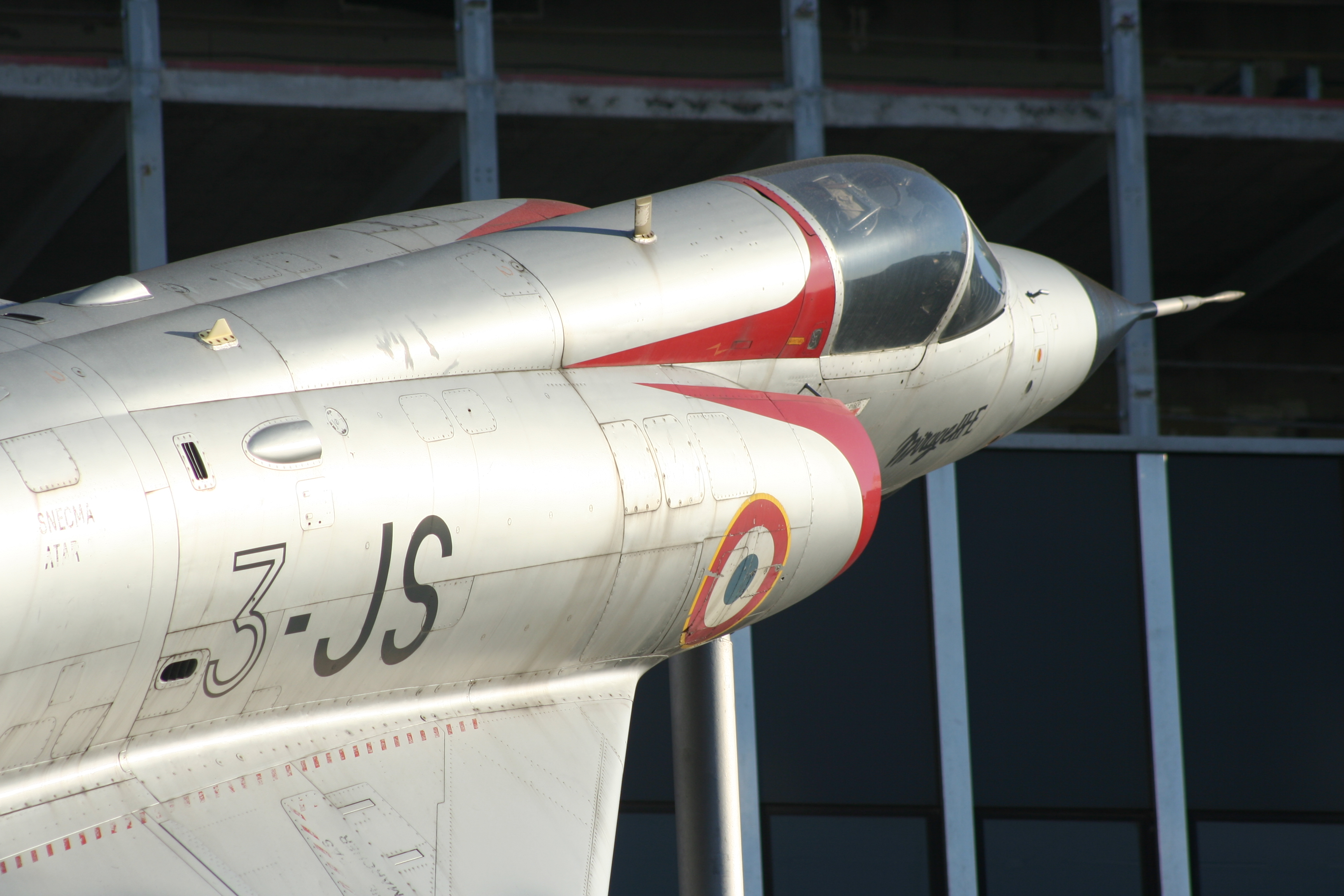
Mirage IIIE 539 aux couleurs du 3-JS de l'EC 2/3 Champagne devant l'ancien quartier général de l'Armée de l'Air à Paris Balard

- SPA 67 Cigogne de Navarre. Une cérémonie a eu lieu sur la BA133 le 23 septembre 2015 pour marquer les 100 ans de l'escadrille[1]. Le Mirage 2000D n° 624 a été, à cette occasion, gratifié d'une belle décoration spéciale.
- SPA 75 Charognard
- SPA 102 Soleil de Rhodes (depuis 1991)

Ces trois escadrilles ont été créées durant la première guerre mondiale (1915 et 1916). 
Le commandant Marin la Meslée (1912-1945), né à Valenciennes, as des as français de la campagne de France, est la figure emblématique de l'unité. Commandant l'escadrille SPA 67 en juin 1940, il est abattu le 4 février 1945 par la flak, défense anti-aérienne allemande durant la campagne d'Alsace à Runstenhart. Il commandait alors le Groupe qu'il avait rejoint comme sous-lieutenant en 1938 et totalisait 20 victoires aériennes.

## Dénominations
- Groupe de Chasse I/2 : 1er juillet 1932 - 12 septembre 1933
- Groupe de Chasse I/5 : 12 septembre 1933 - 1er septembre 1943
- Groupe de Chasse 1/5 Champagne : 1er septembre 1943 - 1er juillet 1947
- Groupe de Chasse 2/3 Champagne : 1er juillet 1947 - 1er novembre 1950
- Escadron de Chasse 2/3 Champagne : Depuis le - 1er novembre 1950

## Insigne
L'insigne de l'EC 2/3 a été homologué le 10 décembre 1999 sous le numéro A 1315.
Les escadrilles SPA 67, SPA 75 et SPA 102, composantes de l'escadron, forment le champ de l'écu, les cotices potencées et non potencées en bande rappellent les armes de la Champagne et forment la partition.

## Bases

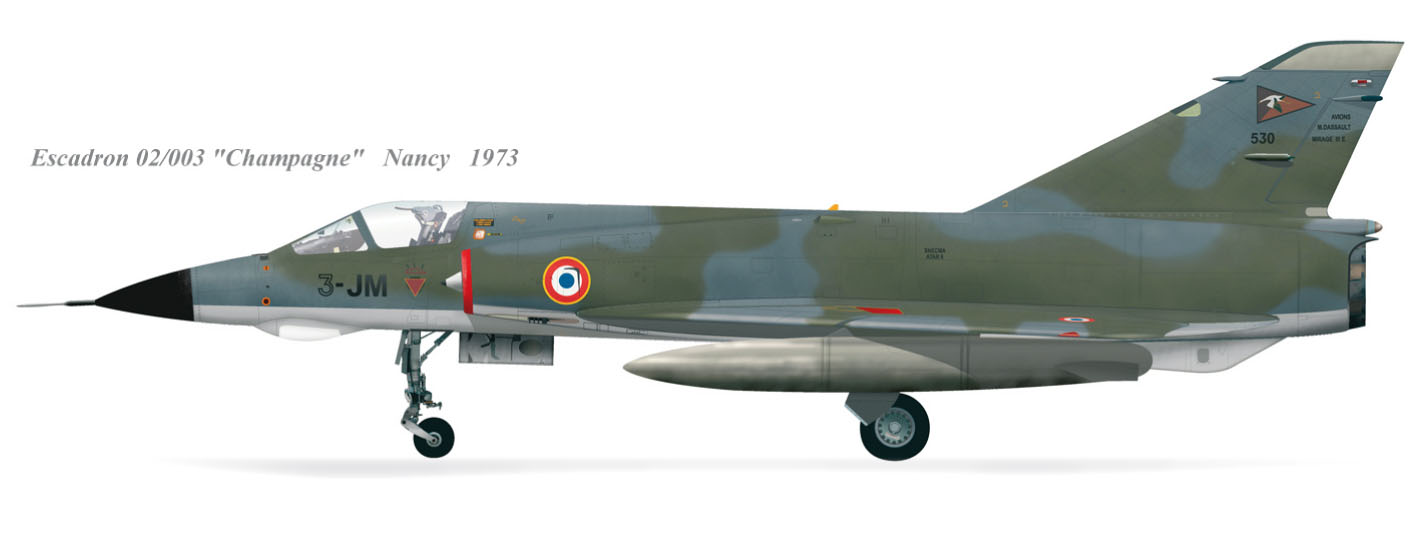
Mirage IIIE du 2/3 Champagne

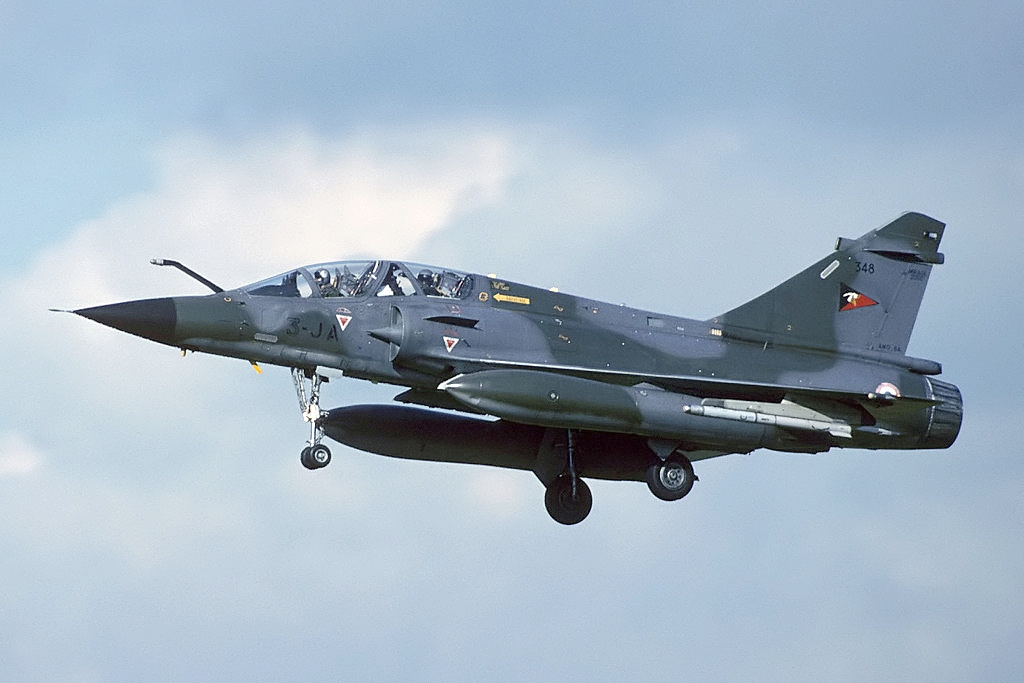
Mirage 2000N du 2/3 en 1994

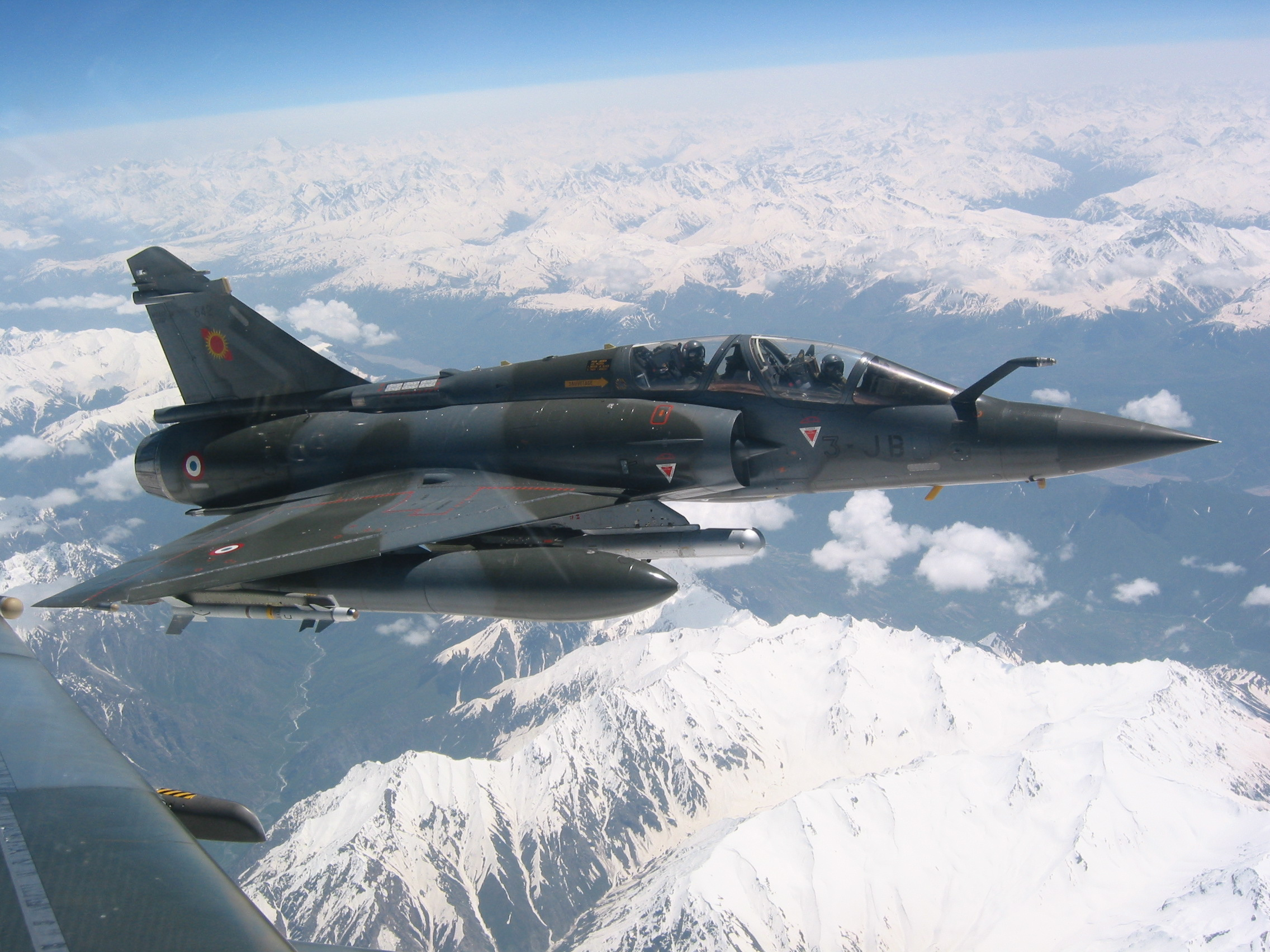
Mirage 2000D du "Champagne" porteur de l'insigne de la SPA102

- Base aérienne 112 Reims-Champagne (1950-1959)
- Base aérienne 139 Lahr (1959-1967)
- Base aérienne 133 Nancy-Ochey (depuis 1967)

## Appareils
- De Havilland Vampire (1950-1951)
- Republic F-84E Thunderjet (1951-1956)
- Republic F-84F Thunderstreak (1956-1959)
- North American F-100 Super Sabre (1959-1966)
- Dassault Mirage IIIE (1967-1991)
- Dassault Mirage 2000N (1991-1997)
- Dassault Mirage 2000D (Depuis Juin 1997-)
- Dassault Mirage 2000B (Depuis Juillet 2022)